# Sumatra PDF
Sumatra PDFは、Portable Document Format（PDF）、Microsoft Compiled HTML Help（CHM）、DjVu、EPUB、FictionBook（FB2）、MOBI、PRC、Open XML Paper Specification（OpenXPS、OXPS、XPS）、Comic Book Archive（CB7、CBR、CBT、CBZ）など、多くの文書ファイルフォーマットをサポートするFOSSのドキュメントビューアである。  Ghostscriptがインストールされている場合は、PostScriptファイルをサポートする。Microsoft Windows専用に開発されている。  

## 特徴
Sumatraはミニマルなデザインを採用しており、そのシンプルさは多機能性を犠牲にすることで実現されている。PDFのレンダリングにはMuPDFライブラリを使用する。
Sumatraはポータブルな使用を前提に設計されており、外部依存関係のない一つのファイルで構成されているため、外部USBドライブから使用でき、インストールは不要である。これにより、PDF、XPS、DjVu、CHM、電子書籍（ePub、FictionBook、Mobi PDB、TCR）、コミックブック（CBZ、CBR、CBT、CB7）、および画像形式（BMP、GIF、JPEG、JPEG 2000、JPEG XR、PNG、TGA、WebP）を読み取るポータブルアプリケーションとして分類される。Sumatraは、外部ソフトウェアを介してPostScript、PJL、およびHEIF形式もサポートできる。
多くのポータブルアプリケーションの特徴として、Sumatraはディスク領域をほとんど使用しない。2009年、Sumatra 1.0のセットアップファイルは1.21 MBであった。これに対し、Adobe Reader 9.5は32 MBであった。2017年1月、最新バージョンのSumatraPDF 3.1.2には6.1 MBの実行ファイルが一つ存在する。これに対し、Adobe Reader XIは320 MBのディスク領域を使用した。
PDFの使用制限はSumatra 0.6で実装された。これは、文書作成者が制限した文書をユーザーが印刷またはコピーできないようにするデジタル著作権管理の一形態である。コヴァルチクは「SumatraはPDF作成者の希望を尊重することに決めた」と述べている。OkularやEvinceなどの他のオープンソースリーダーでは、これがオプションになっており、Debianは相互運用性と再利用の原則に従って、ソフトウェアにパッチを適用してこれらの制限を削除している。
バージョン1.1までは、各PDFページをビットマップにラスタライズすることで印刷していた。このため、スプールファイルが非常に大きくなり、印刷速度が遅くなった。
バージョン0.9.1以降、PDFドキュメントに埋め込まれたハイパーリンクがサポートされている。
Sumatraは多言語対応で、コミュニティによって69の言語に翻訳されている。
Sumatraは、PdfTeXまたはXeTeXによって生成されたPDF出力とTeXソースを同期する双方向の方法であるSyncTeXをサポートしている。

## 開発
Sumatra PDFは主に2人のコントリビューター、クリストフ・コヴァルチクとサイモン・ブンツリによって作成されている。ソースコードは2つのプログラミング言語で開発されており、大部分はC言語だが、一部のコンポーネントはC++である。ソースコードはMicrosoft Visual Studioのサポート付きで提供されている。
Windows XP時代に設計されたため、Sumatraは当初、旧バージョンのWindowsと互換性がなかった。Windows 95、98、およびMEのサポートはその後削除された。
当初、コヴァルチクはSumatraの64ビットバージョンをリリースしなかった。これは、速度と使用可能なメモリがわずかに向上する可能性があるものの、ユーザーの混乱が大きく増加し、メリットが潜在的なコストを上回らないと考えていたためである。しかし、一部のユーザーはSumatraの64ビットビルドを要求し、他の開発者は32ビットビルドよりも高速にドキュメントを読み込む非公式の64ビットビルドをコンパイルした。しかし、公式ビルドの開発者は、非公式ビルドに「Sumatra」という名前を付けないように要求した。2015年10月、Sumatraの公式64ビットバージョンがリリースされた。
Sumatraのソースコードは、当初Google Codeでホストされていた。しかし、米国のOFAC規制により、キューバ、イラン、北朝鮮、スーダン、シリアを含む米国外国資産管理局の制裁リストにある国では利用できなかった。ソースコードは現在GitHubでホストされている。

## 歴史
Sumatra PDFの最初のバージョンはバージョン0.1であり、Xpdf 0.2をベースとして2006年6月1日にリリースされた。バージョン0.2からPopplerに切り替えられた。バージョン0.4では、速度の向上とWindowsプラットフォームのサポート強化のため、MuPDFに変更された。Popplerはしばらくの間代替エンジンとして使用され、バージョン0.6から0.8までは、MuPDFが読み込めなかったページをレンダリングするために自動的に使用された。Popplerは、2008年8月10日にリリースされたバージョン0.9で削除された。
2009年7月、Sumatra PDFはライセンスをGNU GPLv2からGNU GPLv3に変更し、MuPDFのライセンス変更と一致させた。
バージョン0.9.4以降、SumatraはJPEG 2000をサポートしている。
バージョン1.0は、3年以上の累積開発を経て、2009年11月17日にリリースされた。バージョン2.0は、バージョン1.0のリリースから2年以上経った2012年4月2日にリリースされた。
2007年、Sumatra PDFが公式の多言語サポートを取得する前に、ラース・ウォルファルトによって最初の非公式翻訳がリリースされた。
2015年10月、バージョン3.1では、元の32-bitバージョンに加えて、64-bitバージョンが導入された。

## 名前とアートワーク

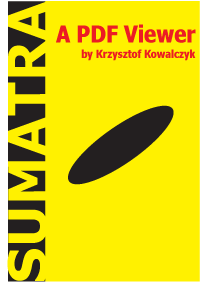
『ウォッチメン』にインスパイアされたSumatra PDFの初期のロゴ.

作者は「Sumatra」という名前を選んだのはスマトラ島やコーヒーへのオマージュではなく、特別な理由がないと述べている。  
スマトラのグラフィックデザインはアラン・ムーアとデイブ・ギボンズによるグラフィック小説『ウォッチメン』の表紙へのオマージュである。  

## 評価
Sumatraはそのスピードとシンプルさ、移植性、ショートカットキー、オープンソース開発で高い評価を得ている。
かつてFree Software Foundation EuropeはSumatra PDFを推奨していたが、Sumatraに非自由ソフトウェアライセンスのUnrarコードが含まれていたため、2014年2月に推奨を取り消した。同財団の代表Heiki Ojasild氏は「自由でないライブラリを使用し続けている限り、SumatraPDFは自由ソフトウェアとして認められません」と説明している。Unrarは最終的にバージョン3.0で自由ソフトウェアの代替に置き換えられ、100％自由ソフトウェアとなった。